# Phragmipedium kovachii
Espèce
Statut de conservation UICN

 CR  : 
En danger critique
Statut CITES
Phragmipedium kovachii est une espèce d'orchidées du genre Phragmipedium originaire d'Amérique du Sud.